# جيلالي سلمي
جيلالي سلمي هو لاعب كرة قدم جزائري في مركز الهجوم، ولد في سبتمبر 1946 في بلوزداد في الجزائر. لعب مع أولمبي العناصر.